# Shikong shitu
Shikong shitu (chinesisch 时空使徒, Pinyin Shíkōng shǐtú; alternativer Titel 超能囚徒 Chāonéng qiútú, ursprünglich veröffentlicht als Shikong qiutu 时空囚徒) ist eine Manhua-Webserie von Bai Xiao, die seit 2015 erscheint. Die Vampir-Actionserie wurde 2016 unter dem Titel Bloodivores als Anime für das japanische Fernsehen adaptiert.

## Inhalt
Als die Menschheit von einer seltsamen Krankheit befallen wurde, die ihre Opfer schlaflos macht und schließlich in Raserei verfallen ließ, wurde ein Gegenmittel entwickelt. Dieses bekämpfte zwar die Krankheit, verwandelte die Behandelten aber in Vampire – sie kann die Lust auf das Blut der sie umgebenden Menschen befallen. Um sie zu kontrollieren, erhalten alle der Bloodivores genannten ein Halsband, das die Polizei ruft, sobald sie die Kontrolle über ihre Lust nach Blut verlieren.
Mi Liu ist als Sohn eines Vampirs und einer menschlichen Frau eine Besonderheit und wird wegen der mit ihm verbundenen Hoffnung „Friedenskind“ genannt. Doch als er zum Jugendlichen geworden ist, kümmert er sich um diese Hoffnung wenig und begeht mit befreundeten Vampiren Verbrechen. Bei einem Banküberfall wird er gemeinsam mit Anji, Lee Shin und Cheng Fon gefasst und bald wegen der Todesopfer des Überfalls zum Tode verurteilt – obwohl er und seine Kumpanen nicht wissen, wie die Menschen in der Bank umgekommen sind. Beim Transport ins Gefängnis werden sie entführt, wobei ihr Tod vorgetäuscht wird, und wachen gemeinsam mit vielen anderen Gefangenen in einer Lagerhalle auf. Allen wurden Waffen gegeben und sie werden belehrt, dass ihre Todesurteile aufgehoben wurden, sie aber hier bleiben und überleben müssen. Das Band um ihren Hals kann ihre Köpfe explodieren lassen, wenn sie sich falsch verhalten, und kurz darauf werden Monster auf sie losgelassen. Mi Liu gehört mit seinen Freunden zu den wenigen, die diesen ersten Angriff überleben können.

## Anime-Adaption
Die Serie wurde 2016 unter der Regie von Masashi Nakamura und Chen Ye bei Creators in Pack produziert. Mit Emon Animation ist auch eine Tochter der chinesischen Haoliners Animation League an der Produktion beteiligt. Die künstlerische Leitung lag bei Yoshimi Umino und der verantwortliche Produzent war Takahisa Ishida.
Die 12 Folgen umfassende Serie wurde vom 1. Oktober bis Dezember 2016 von Tokyo MX ausgestrahlt. Die Plattform Crunchyroll veröffentlicht den Anime als Simulcast mit Untertiteln in Deutsch, Englisch und anderen Sprachen.

### Synchronisation
| Rolle     | japanischer Sprecher (Seiyū) |
| --------- | ---------------------------- |
| Mi Liu    | Kenji Akabane                |
| Anji      | Eri Kitamura                 |
| Lee Shin  | Takuya Satō                  |
| Lou Yao   | Sho Hayami                   |
| Chen Fong | Mitsuhiro Ichiki             |
| Win Chao  | Shohei Yamaguchi             |

### Musik
Der Vorspann der Serie wurde unterlegt mit Atae ga Kyōmei (与我共鳴), gesungen von Mili, und für den Abspann verwendete man quiet squall von siraph.